# Christofor Szaraborin
Christofor Prokofjewicz Szaraborin (ros. Христофор Прокофьевич Шараборин, ur. 29 października 1904 w naslegu dułgachańskim w obwodzie jakuckim, zm. 16 stycznia 1938 w Kommunarce) – jakucki radziecki polityk.

## Życiorys
Był Jakutem. W 1920 został kierownikiem Wydziału ds. Pracy Kulturalno-Oświatowej Okręgowego Biura Komsomołu w Olokminsku, w latach 1923-1924 uczył się w technikum pedagogicznym w Jakucku, a 1926-1927 studiował na Komunistycznym Uniwersytecie im. Swierdłowa. Od 1924 do 1926 był sekretarzem odpowiedzialnym Kołymskiego Komitetu Okręgowego RKP(b)/WKP(b), a 1929-1930 sekretarzem odpowiedzialnym Bułuńskiego Komitetu Okręgowego WKP(b), potem od 1930 do czerwca 1931 kierownikiem Wydziału Kulturalno-Oświatowego Jakuckiego Komitetu Obwodowego WKP(b). Od czerwca 1931 do sierpnia 1937 był przewodniczącym Rady Komisarzy Ludowych Jakuckiej ASRR, a od sierpnia do października 1937 stałym przedstawicielem Jakuckiej ASRR przy Prezydium WCIK. 5 listopada 1937 został aresztowany, 16 stycznia 1938 skazany na śmierć przez Kolegium Wojskowe Sądu Najwyższego ZSRR pod zarzutem założenia kontrrewolucyjnej organizacji mającej na celu oderwanie Jakucji od ZSRR i rozstrzelany.4 kwietnia 1956 został pośmiertnie zrehabilitowany.